# Tuber aestivum
La trufa de verano o trufa de San Juan (Tuber aestivum) es una especie de trufa.

## Etimología
Tuber ~ protuberancia; aestivum ~ estival, por sus fructificaciones estivales.

## Descripción
Trufa globosa, compacta, de 1,5-7 cm de diámetro, dependiendo en gran medida de la edad. Peridio negro, cubierto de verrugas piramidales de 4 a 6 caras y de 2,5-4 (-6) mm de altura, con estrías longitudinales poco marcadas. Gleba con numerosas venaciones fértiles y estériles, muy ramificadas, que parten de multitud de puntos del peridio; el color de la gleba varía de acuerdo con el estado de madurez, de forma que inicialmente es blanca, después, con la maduración, las venas fértiles van tomando un color amarillo-pardusco, pardo-oliva y finalmente pardo-grisáceo, mientras que las venas estériles permanecen blancuzcas entre las anteriores. En fresco desprende un olor suave y agradable.
Microscopía.- Peridio pseudoparenquimático, de 200-400 µm, opaco, constituido por células angulares de 9-14(-19) µm de diámetro, mayores y más pigmentadas hacia la superficie.

## Observaciones
Se asocia a especies autóctonas del género Quercus con las que establece simbiosis micorrícicas, favoreciendo el crecimiento de estas fagáceas.
- Datos: Q74692
- Multimedia: Tuber aestivum / Q74692
- Especies: Tuber aestivum